# Медаль «За заслуги добровольцев испанской кампании»
Медаль «За заслуги добровольцев испанской кампании» (итал. Medaglia di benemerenza per i volontari della campagna di Spagna) была учреждена королевским указом № 1244 от 1940 года для награждения всех тех, кто добровольно поступил на военную службу и участвовал в испанской гражданской войне. Медаль была упразднена в 2010 году.

## Условия награждения
Концессия была распространена на персонал, принадлежащий Corpo Truppe Volontarie, военно-морской миссии и Aviazione Legionaria в Испании, а также на персонал Regia marina и Regia aeronautica, которые выполняли услуги в море или в полёте, связанные с испанской кампанией, а также военизированным, ассимилированным и гражданским лицам, следовавшим за действующими частями, а также итальянским добровольцам, завербованным в Tercio extranjero; к ним были применены положения о награждении медалью «За заслуги добровольцев итало-австрийской войны 1915—1918» со следующими изменениями.
Добровольное участие должно было быть засвидетельствовано документом или заявлением командира соответствующего полка, округа или органа. Для личного состава Королевского флота наличие или отсутствие требований время от времени устанавливалось военно-морским министерством на основе всех имеющихся у него сведений.
Участие в кампании могло быть подтверждено по крайней мере одной из следующих наград или почётных знаков отличия, предоставленных заявителю по окончании военной кампании:
- Савойский военный орден[итал.]*;
- Факт продвижения по службе или назначения за военные заслуги;
- Медаль или крест «За воинскую доблесть»[англ.];
- Крест «За боевые заслуги»;
- Знак за ранение на войне.

Те, кто, несмотря на обладание званиями, считались, по мнению компетентных органов, недостойными из-за каких-то серьёзных проступков, а те, кто был репатриирован по дисциплинарным причинам, медалью не награждались.

## Награждение
Медаль была вручена по должности или по просьбе заинтересованных лиц:
- Военное министерство для солдат Королевской армии, Добровольной милиции национальной безопасности, Королевской Финансовой гвардии, для персонала Итальянского Красного Креста[итал.] и для военизированных;
- Министерство военно-морского флота[англ.] для моряков;
- Министерство авиации для лётчиков.

## Знаки отличия
Лента была шириной 37 мм из шёлка малинового цвета с тремя линиями (две жёлтых и одна красная) шириной 5 мм, соответствующие цветами медали Испанской кампании.
На реферсе медали отчеканены слова «Volontario di guerra» («Доброволец войны»).
Официальные награждёния ограничивались только лентой, медали производились частными компаниями, в нескольких вариантах.